# Astragalus brachycalyx
Astragalus brachycalyx (maná, maná persa, syn. Astracantha adscendens, Astragalus adscendens) es una especie de legumbre que comúnmente se encuentra en las laderas rocosas de las montañas en el oeste de Asia, desde el oeste de  Irán y el noreste de Irak hasta Turquía. Se la utiliza con frecuencia para preparar goma tragacanto.